# Dumitrescuella ornata
Genre
Espèce
Dumitrescuella ornata, unique représentant du genre Dumitrescuella, est une espèce d'opilions laniatores de la famille des Agoristenidae.

## Distribution
Cette espèce est endémique de la province de Santiago de Cuba à Cuba. Elle se rencontre vers Santiago de Cuba.

## Description
Le mâle holotype mesure 3,00 mm et la femelle paratype 2,73 mm.

## Publication originale
- Avram, 1977 : « Recherches sur les Opilionides de Cuba. IV. Genres et espèces nouveaux d’Agoristeninae (Agoristenidae, Gonyleptomorphi). » Résultats des expéditions biospéologiques cubano-roumaines à Cuba, vol. 2, p. 137–143.